# Suitsupply
Suitsupply er et europæisk herretøjs-modefirma, der er specialiseret i jakkesæt. Selskabet blev grundlagt i 2000 af Fokke de Jong i Amsterdam. Suitsupply er et vertikalt integreret firma, og mærket er kendt for at vælge ukonventionelle lokationer til deres butikker. Suitsupply er medlem af Fair Wear Foundation (FWF) og bruger tekstiler fra historiske italienske klædemøller som Vitale Barberis Canonico og Reda. Deres jakkesæt bliver fremstillet i Kina.
Selskabet har en online butik, men har også åbnet fysiske butikker i en række lande fra Hviderusland, Danmark, Kina, Finland, Holland, Belgien, Tyskland, Italien, Letland, Lithuan, Mexico, Storbritannien, Canada, Rusland, Singapore, Sverige, Schweiz, Frankrig og USA. Deres første butik uden for Holland blev åbnet i Antwerpen i 2007, og samme år blev der åbnet en butik i Vigo Street, London.
Suitsupplys hovedkvarter ligger i Amsterdam, og der findes yderligere kontorer i New York City, Dallas og Shanghai.